# Yapeyú
Yapeyú est une ancienne réduction guaraníe devenue ville d'Argentine (province de Corrientes) fondée le 4 février ou le 4 décembre 1626 par les Jésuites Roque González et Pedro Romero, qui lui donnèrent le nom de Villa de Nuestra Señora de los Santos Reyes Magos y Yapeyú. Le mot Yapeyú vient du Guarani et signifie "fruit ouvert".

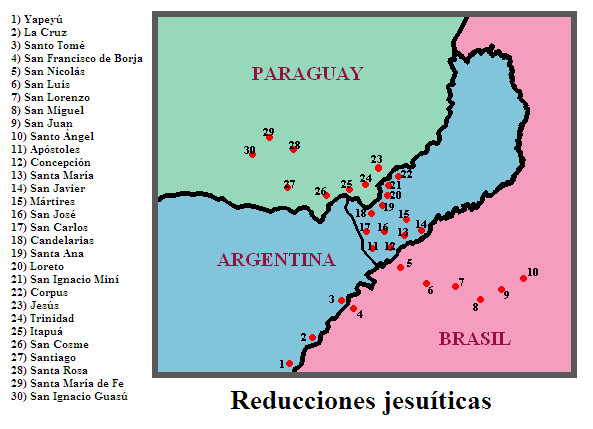
Au n°1, la plus méridionale des Réductions était celle de 'Yapeyú'.

La ville était l'une des plus célèbres parmi les 30 Réductions fondées par les Jésuites du Paraguay au début du XVIIe siècle car, sous l'impulsion du père Antonio Sepp s'y était développée une école de musique et de chant choral qui forma chantres et musiciens pour toutes les autres réductions.
La Réduction fut détruite en 1817 par l'armée portugaise. La cité fut ensuite reconstruite et les ruines de la petite forteresse qui à la fin du XVIIIe siècle fut la demeure du gouverneur Juan de San Martín et de son épouse, Gregoria Matorras, (où naquit leur fils, le 25 de février 1778, le général José de San Martín) furent conservées. 

## Sources
- (es) Informations officielles
- (es) Informations de base concernant la ville